# David A. Aaker

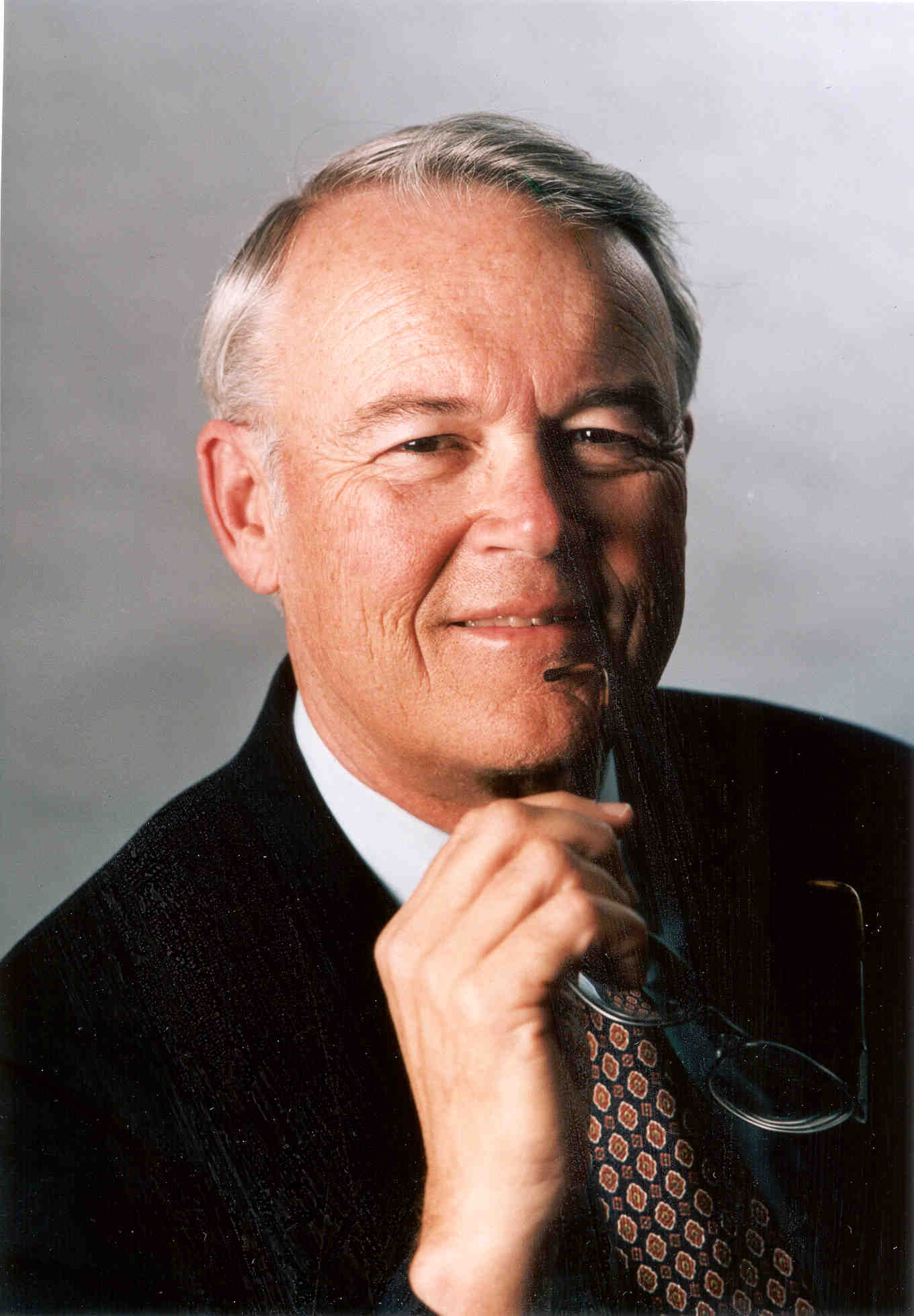
David A. Aaker

David Allen Aaker (* 11. Februar 1938 in Fargo, North Dakota) ist ein US-amerikanischer Wirtschaftswissenschaftler.
Er studierte bis zum Bachelorabschluss am Massachusetts Institute of Technology und erhielt dann Ph. D. und M.A. an der Stanford University. Im Jahr 1967 wurde seine Tochter Jennifer Aaker geboren.
Von 1981 bis zu seiner Emeritierung 2000 war er als Professor für Marketing an der Haas School of Business der University of California, Berkeley tätig. Gegen Ende der 1980er Jahre entwickelte er federführend das Konzept des Markenwertes (Brand Value). Aaker ist zudem Vice-Chairman der Strategieberatung Prophet.
Aaker erhielt 1996 den Paul D. Converse Award für herausragende Beiträge zur Weiterentwicklung des Marketing und hat insgesamt über 100 Artikel veröffentlicht; mehrfach wurde er mit Best Article Awards des Journal of Marketing und des California Management Review ausgezeichnet.
Er ist Mitglied des Board of Directors der California Casualty Insurance Company und der Contra-Costa Food Bank.

## Werke
- in englischer Sprache (Auswahl)
  - Managing Brand Equity, 1991, ISBN 978-0-02-900101-1
  - Building Strong Brands, 1995, ISBN 978-0-02-900151-6
  - Developing Business Strategies, 2001 (6. Auflage), ISBN 978-0-471-06411-4
  - mit Erich Joachimsthaler Brand Leadership: The Next Level of the Brand Revolution, 2000, ISBN 978-0-684-83924-0
  - Strategic Market Management, 2007 (8. Auflage), ISBN 978-0-470-05623-3
  - From Fargo to the World of Brands: My Story So Far, 2005, ISBN 978-1-58736-494-5
  - Brand Portfolio Strategy: Creating Relevance, Differentiation, Energy, Leverage, and Clarity, 2004, ISBN 978-0-7432-4938-6